# Spokane
Spokane [spoʊˈkæn] ist eine City im US-Bundesstaat Washington.
Spokane ist die Hauptstadt des gleichnamigen Countys und größte Stadt im Osten Washingtons. Ihr Name basiert auf dem Indianerstamm der Spokan, welche die Gegend bis zur Ankunft der Europäer bevölkerten.
Spokane ist die zweitgrößte Stadt Washingtons (nach Seattle) mit rund 229.000 Einwohnern im Stadtgebiet (Volkszählung des U.S. Census Bureau 2020) und rund 586.000 in der Metropolregion.

## Geographie

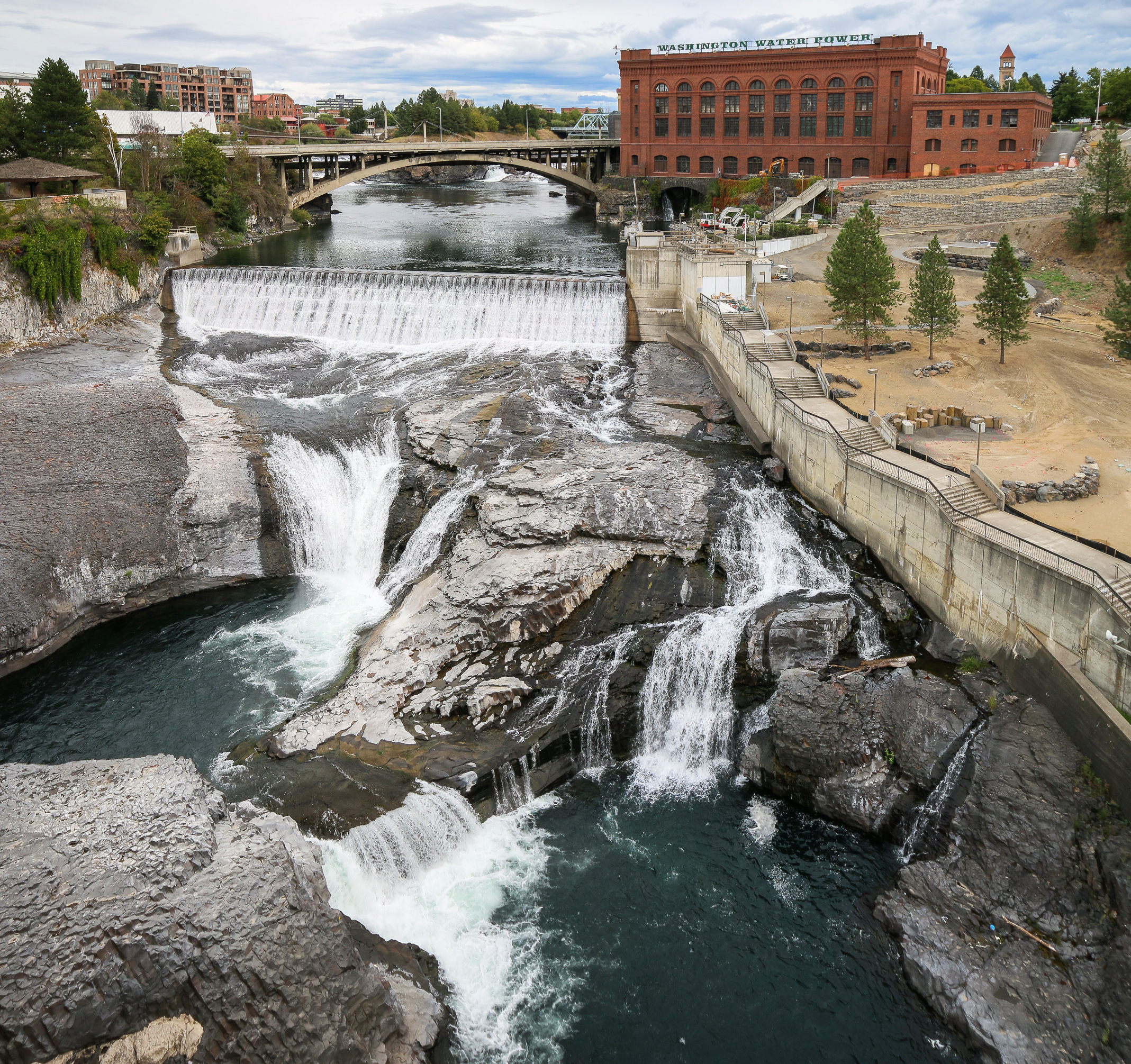
Der Monroe Street Dam und die unteren Spokane Falls

### Lage
Spokane liegt am östlichen Ende der Columbia-Hochebene an der Grenze zu den Rocky Mountains. Durch die Stadt fließt der Spokane River. In Spokane gibt es zwei markante Wasserfälle, die Upper Spokane Falls und die Lower Spokane Falls.

### Klima
|                       | Jan  | Feb  | Mär  | Apr  | Mai  | Jun  | Jul  | Aug  | Sep  | Okt  | Nov  | Dez  |   |       |
| Mittl. Tagesmax. (°C) | 0,7  | 4,8  | 8,7  | 13,9 | 18,8 | 23,7 | 28,4 | 28,1 | 22,2 | 14,8 | 5,2  | 1,0  | ⌀ | 14,2  |
| Mittl. Tagesmin. (°C) | −6,2 | −3,4 | −1,3 | 1,5  | 5,5  | 9,6  | 12,4 | 12,4 | 7,7  | 2,2  | −1,8 | −5,7 | ⌀ | 2,8   |
|                       |      |      |      |      |      |      |      |      |      |      |      |      |   |       |
| Niederschlag (mm)     | 50,3 | 37,8 | 37,8 | 30,0 | 35,8 | 32,0 | 17,0 | 18,3 | 18,5 | 25,1 | 54,6 | 61,5 | Σ | 418,7 |
|                       |      |      |      |      |      |      |      |      |      |      |      |      |   |       |
| Sonnenstunden (h/d)   | 2,2  | 3,8  | 6,0  | 8,9  | 9,0  | 10,2 | 12,3 | 10,8 | 8,5  | 5,3  | 2,8  | 2,0  | ⌀ | 6,8   |
|                       |      |      |      |      |      |      |      |      |      |      |      |      |   |       |
| Regentage (d)         | 9,2  | 8,2  | 7,9  | 6,1  | 6,4  | 5,3  | 3,0  | 3,1  | 3,9  | 5,1  | 9,8  | 11,1 | Σ | 79,1  |
|                       |      |      |      |      |      |      |      |      |      |      |      |      |   |       |
| Luftfeuchtigkeit (%)  | 83   | 79   | 70   | 61   | 58   | 54   | 44   | 45   | 54   | 67   | 83   | 86   | ⌀ | 65,3  |

| −6,2 |

| −3,4 |

| −1,3 |

| 1,5 |

| 5,5 |

| 9,6 |

| 12,4 |

| 12,4 |

| 7,7 |

| 2,2 |

| −1,8 |

| −5,7 |

| −6,2 |

| −3,4 |

| −1,3 |

| 1,5 |

| 5,5 |

| 9,6 |

| 12,4 |

| 12,4 |

| 7,7 |

| 2,2 |

| −1,8 |

| −5,7 |

## Geschichte
Die Stadt wurde 1881 als Spokane Falls gegründet und erhielt erst 1891 ihren heutigen Namen.
Im Jahr 1974 wurde hier die Weltausstellung, die Expo '74, abgehalten.

## Politik

### Städtepartnerschaften
Spokane hat mehrere Partnerstädte:
- Jecheon
- Jilin
- Limerick
- Nishinomiya (Hyogo), seit September 1961

## Bevölkerung

### Einwohner
Zwischen 1900 und 1910 stieg die Bevölkerung von 36.848 auf 104.402 Einwohner an.
In Spokane leben etwa 8000 Indigene, die wiederum 127 Stämmen angehören.
| \| Jahr \| Einwohner¹ \| \| ---- \| ---------- \| \| 1980 \| 171.300 \| \| 1990 \| 177.165 \| \| 2000 \| 195.629 \| \| 2010 \| 208.916 \| \| 2020 \| 228.989 \| |            |
| Jahr | Einwohner¹ |
| 1980 | 171.300    |
| 1990 | 177.165    |
| 2000 | 195.629    |
| 2010 | 208.916    |
| 2020 | 228.989    |

### Bildung
Die Stadt ist Sitz der Gonzaga University und des Whitworth College. Außerdem unterhalten hier die in Pullman beheimatete Washington State University sowie die in Cheney beheimatete Eastern Washington University eine Außenstelle.

## Kultur

### Sport
Landesweit auf sich aufmerksam machte die vergleichsweise kleine Gonzaga University durch die Erfolge ihrer Basketballabteilung bei den NCAA-Turnieren. Seit 1999 erreichten die in der West Coast Conference spielenden Bulldogs jedes Jahr die Endrunde des NCAA Men's Division I Basketball Tournament, des höchsten Turniers auf College-Ebene. Die Bulldogs brachten mehrere NBA-Spieler hervor, unter anderem John Stockton, Adam Morrison und Ronny Turiaf. Der Fußballabteilung von Gonzaga entstammt unter anderem Nationalspieler Brian Ching, aus der Baseball-Abteilung unter anderem Jason Bay.
Neben den College-Teams gibt es auch professionelle Mannschaften. Dazu zählen im Baseball die Spokane Indians (Northwest League), ein Farmteam der Texas Rangers, im Arena Football die Spokane Shock (Arena Football League) und im Fußball die Spokane Spiders (USL Premier Development League). Im Eishockey spielten von 1980 bis 1982 die Spokane Flyers (Western Hockey League) in der Stadt, seit 1985 die Spokane Chiefs (Western Hockey League).
Im Breitensport gibt es in Spokane jedes Jahr zwei große Veranstaltungen, den Lilac Bloomsday Run am ersten Sonntag im Mai sowie das Hoopfest, das alljährlich am letzten Juniwochenende stattfindet. Der Lilac Bloomsday Run führt über 12 km durch die Stadt. Im Schnitt nehmen etwa 45.000 Läufer teil, den Rekord erreichte die Veranstaltung im Jahr 1996 mit mehr als 61.000 Teilnehmern.
Beim Hoopfest handelt es sich um ein Basketball-Turnier, bei dem auf verkleinertem Spielfeld Dreierteams gegeneinander antreten. Die Teilnehmerzahl hat sich auf etwa 6.000 Teams (Dreier- bzw. mit Auswechsler Viererteams) eingependelt.
Der Sportkomplex The Podium wurde mit der Absicht gebaut, weitere große Sportveranstaltungen nach Spokane holen zu könnten. So sollen dort 2022 die US-Leichtathletik-Hallenmeisterschaften ausgetragen werden.

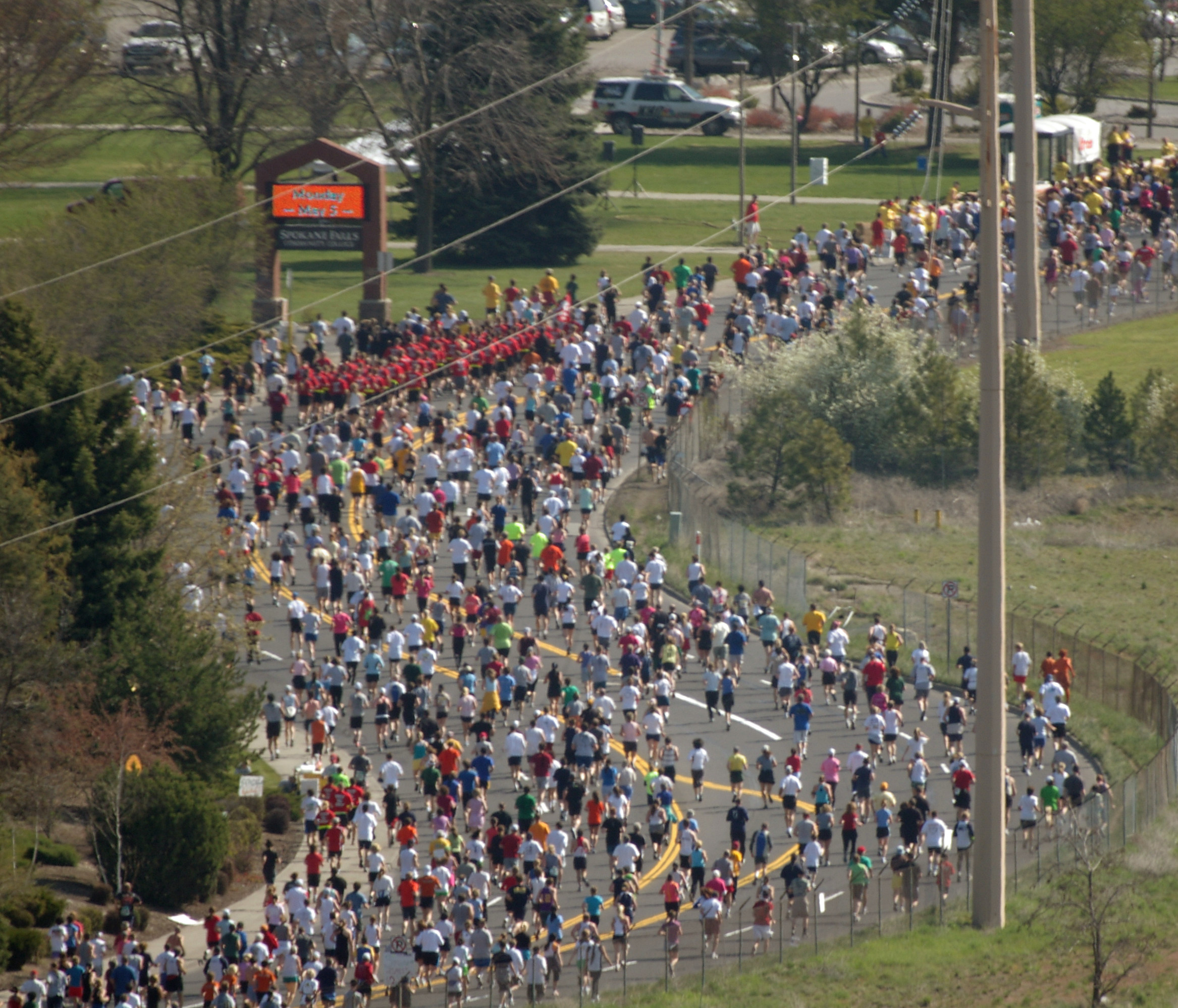
Bloomsday Run (Aufnahme aus dem Jahr 2008)
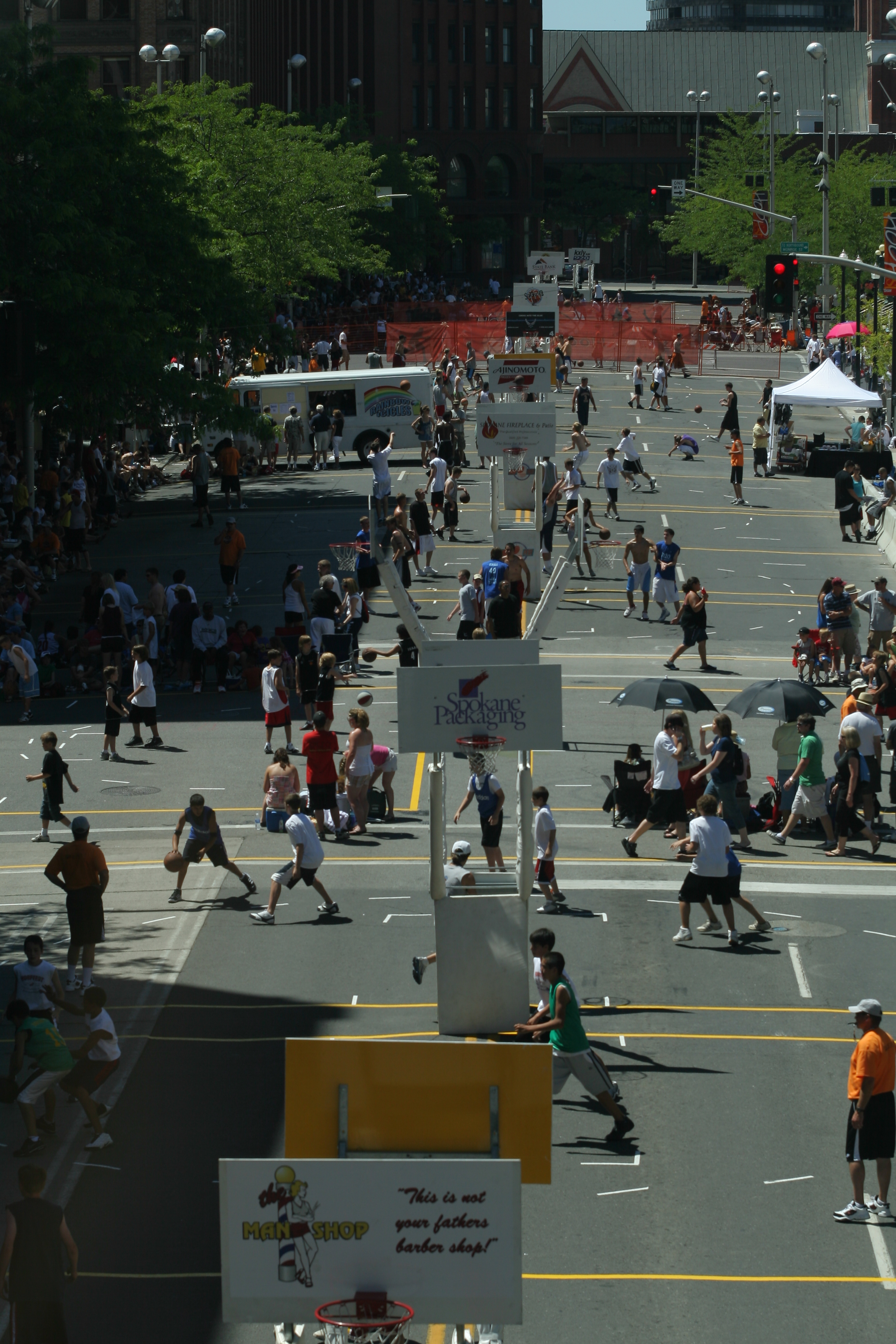
Hoopfest (Aufnahme aus dem Jahr 2008)
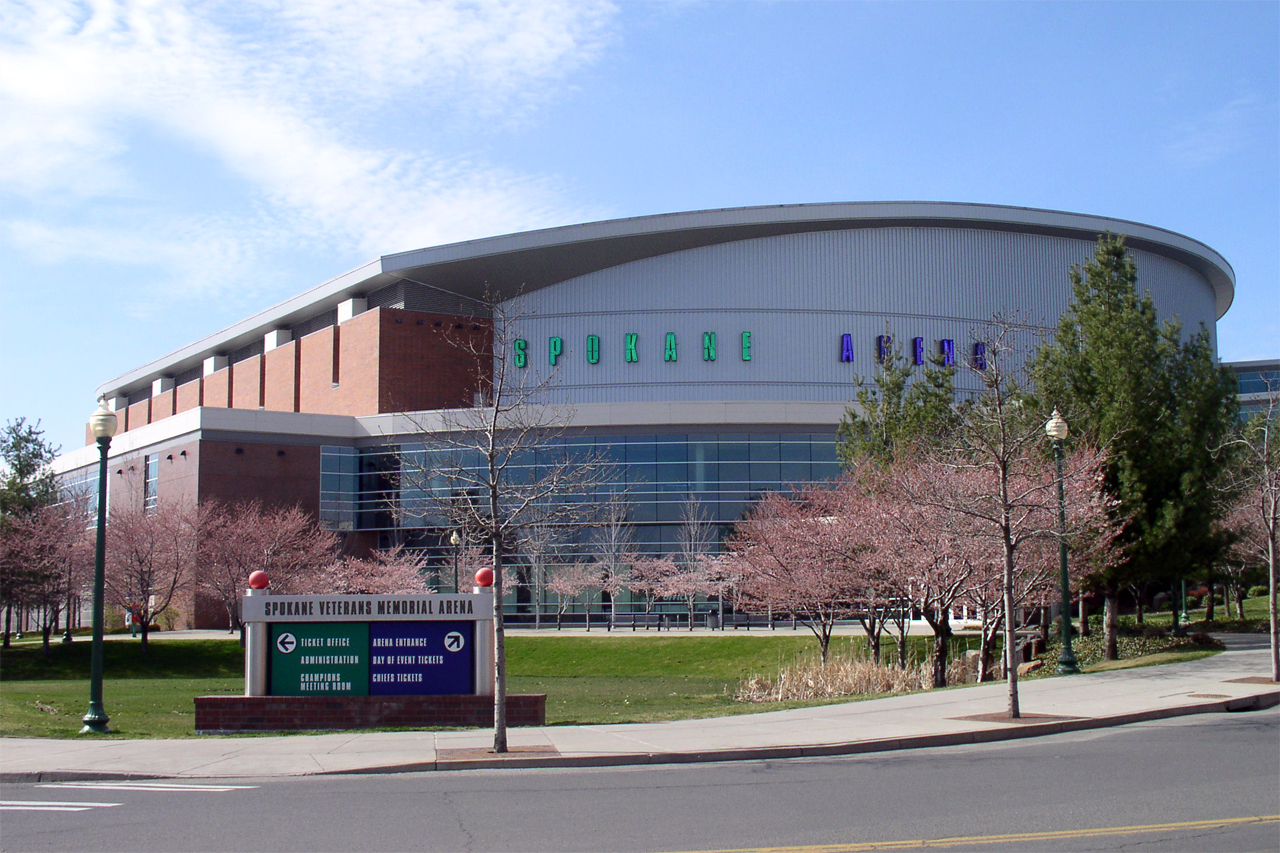
Spokane Arena

## Wirtschaft und Infrastruktur

### Verkehr

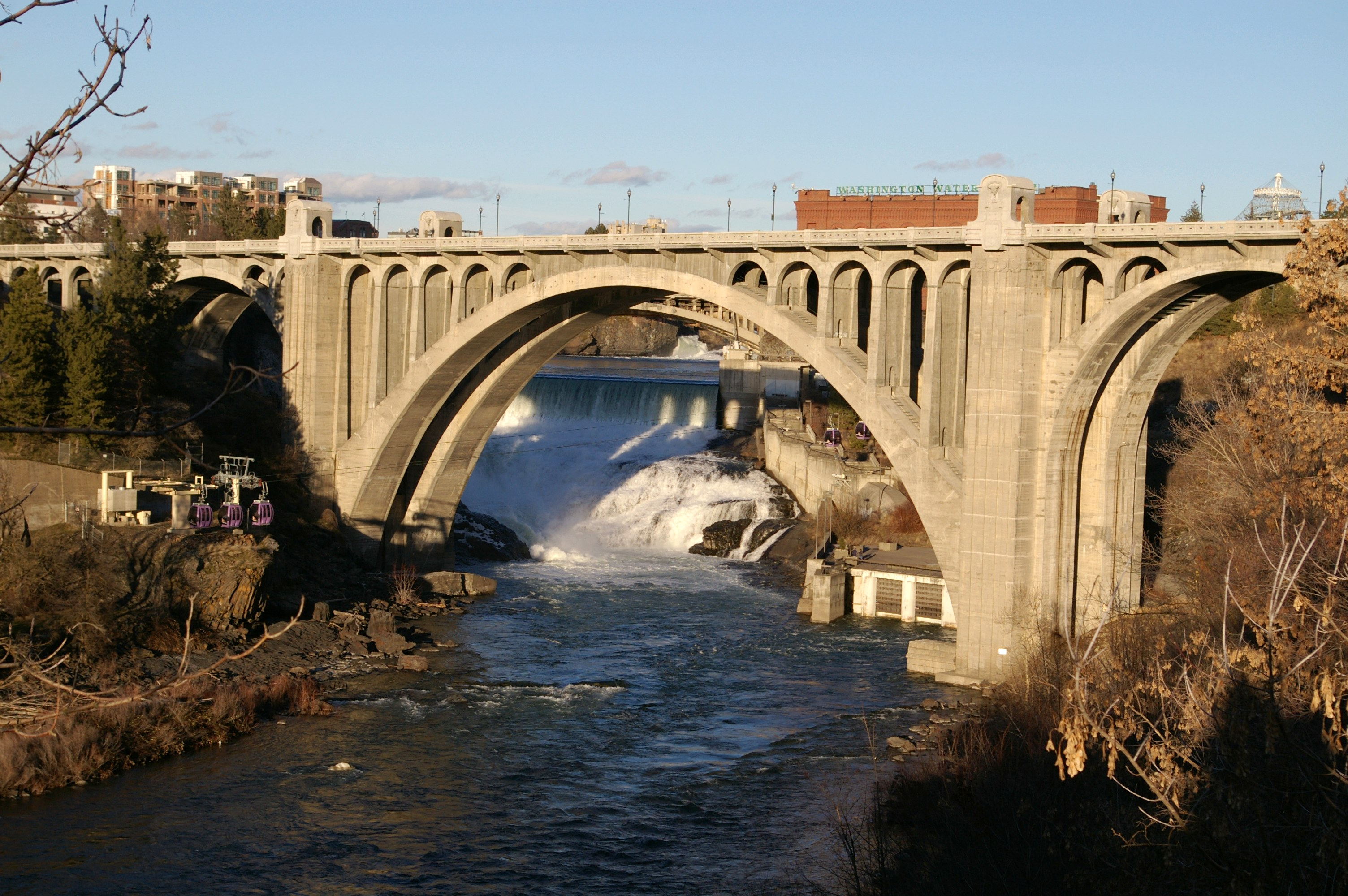
Monroe Street Bridge und der untere Wasserfall des Spokane River

Spokane ist über die I-90, der längsten Interstate der USA, im Westen mit Seattle und im Osten mit den US-Bundesstaaten Idaho und Montana verbunden.
Der Spokane International Airport ist der zweitgrößte Flughafen im Staat Washington. Da er in einem weiten Umkreis der einzige größere Flughafen ist, bedient er den gesamten Ostteil des Staates Washington und auch das nördliche Idaho.
Durch die Eisenbahngesellschaft Amtrak mit deren Fernzug-Verbindung „Empire Builder“ wird Spokane mit Chicago, Seattle und Portland (Oregon) verbunden.

## Söhne und Töchter der Stadt
- Verna Cook Salomonsky (1888–1978), Architektin
- Sol Lesser (1890–1980), Filmproduzent und Regisseur
- Wilder Penfield (1891–1976), Mediziner
- Seena Owen (1894–1966), Schauspielerin der Stummfilmära und Drehbuchautorin
- Priscilla Fairfield Bok (1896–1975), Astronomin
- John W. Considine Jr. (1898–1961), Filmproduzent und Autor
- Margaret Herrick (1902–1976), Bibliothekarin und mögliche Namensgeberin für den Oscar
- Ray Flaherty (1903–1994), American-Football-Spieler und -Trainer
- Verree Teasdale (1903–1987), Schauspielerin
- Allen Vincent (1903–1979), Drehbuchautor
- Kenneth Callahan (1905–1986), Maler und Wandmaler
- George Nakashima (1905–1990), Architekt, Designer und Möbeltischler
- John McIntire (1907–1991), Schauspieler
- Karl Tunberg (1907–1992), Drehbuchautor und Filmproduzent
- Francis Raymond Fosberg (1908–1993), Botaniker
- Rog Phillips (1909–1966), Science-Fiction-Autor
- Dorothy M. Horstmann (1911–2001), Epidemiologin, Virologin, Kinderärztin und Hochschullehrerin
- Joe Bain (1912–1991), Ökonom
- Bernard R. Berelson (1912–1979), Meinungsforscher, Bibliotheks-, Kommunikations- und Sozialwissenschaftler
- Chuck Jones (1912–2002), Zeichner, Drehbuchautor und Regisseur von Zeichentrickfilmen
- Nicholas Webster (1912–2006), Filmregisseur und Filmproduzent
- Elwood Curtin Zimmerman (1912–2004), Entomologe
- Bob Crosby (1913–1993), Sänger und Big-Band-Leiter
- Gale Page (1913–1983), Schauspielerin
- Harry E. Goldsworthy (1914–2022), Generalleutnant der United States Air Force
- Joseph Rantz (1914–2007), Ruderer
- Jimmy Rowles (1918–1996), Jazzpianist
- Robert B. Hauser (1919–1994), Kameramann
- Winston E. Banko (1920–2016), Ornithologe und Naturschützer
- Clifton James (1920–2017), Schauspieler
- Compton I. White junior (1920–1998), Politiker, Vertreter von Idaho im US-Repräsentantenhaus
- Susan Peters (1921–1952), Filmschauspielerin
- Fortune Gordien (1922–1990), Leichtathlet
- Justus Smith (1922–2013), Ruderer und Olympiasieger 1948
- Jack Brownlow (1923–2007), Jazzpianist
- Leo Kenney (1925–2001), Maler
- Carolyn Kizer (1925–2014), Dichterin und Essayistin
- Mike McKevitt (1928–2000), Politiker, Vertreter von Colorado im US-Repräsentantenhaus
- Bill Sheffield (1928–2022), Politiker, Gouverneur von Alaska
- Arnie Carruthers (1929–2011), Jazzpianist
- Tom Foley (1929–2013), Diplomat und Politiker, Vertreter von Washington im US-Repräsentantenhaus
- David Eddings (1931–2009), Autor mehrerer Serien von Fantasy-Romanen
- Yolanda Montes, Tongolele (1932–2025), Tänzerin, Schauspielerin und Sängerin
- Robert T. Schimke (1932–2014), Biochemiker und Krebsforscher
- Dennis Washington (* 1934), Unternehmer
- Ted Robert Gurr (1936–2017), Politikwissenschaftler
- George O. Poinar (* 1936), Entomologe und Buchautor
- James R. Holton (1938–2004), Meteorologe
- Brian Stock (* 1939), Historiker
- Patti Warashina (* 1940), Keramikkünstlerin
- John Lennart Berggren (* 1941), kanadischer Mathematikhistoriker
- Doc Hastings (* 1941), Politiker
- James G. Anderson (* 1944), Geochemiker und Geophysiker
- Mikki Jamison (1944–2013), Schauspielerin
- Craig T. Nelson (* 1944), Schauspieler
- George Nethercutt (1944–2024), Politiker, Vertreter von Washington im US-Repräsentantenhaus
- Don Sickler (* 1944), Jazzmusiker und Musikproduzent
- Rollen Stewart (* 1944), Berühmtheit der US-Medienwelt
- Kenny „Blues Boss“ Wayne (* 1944), Blues-, Boogie-Woogie- und Jazzmusiker und Songwriter
- Michael Clarke (1946–1993), Schlagzeuger
- Gerry Lindgren (* 1946), Langstreckenläufer
- Mike Callihan (* 1947), Politiker, Vizegouverneur von Colorado
- Tom Sneva (* 1948), Automobilrennfahrer
- Ryan Crocker (* 1949), Diplomat, US-Botschafter in Afghanistan
- Gary Frank (* 1950), Schauspieler
- Tom McBreen (* 1952), Schwimmer
- George Lynch (* 1954), Rock- bzw. Heavy-Metal-Gitarrist
- Jeffrey Morgan (* 1954), Jazz-Musiker und Komponist
- Mark Vigil (* 1954), Komponist
- Michael Winslow (* 1958), Schauspieler und Comedian
- Ryne Sandberg (1959–2025), Baseballspieler
- Julia Sweeney (* 1959), Schauspielerin, Komödiantin und Bürgerrechtlerin
- Michael Schumacher (* 1961), Choreograf, Balletttänzer und -lehrer
- Gary J. Volesky (* 1961), Generalleutnant der United States Army
- John Stockton (* 1962), Basketballspieler
- Launi Meili (* 1963), Sportschützin
- Terri E. Givens (* 1964), Politikwissenschaftlerin und Hochschullehrerin
- Paul Johansson (* 1964), Schauspieler, Regisseur und Drehbuchautor
- Leroy Miller (* 1965), Sänger, Gitarrist und Songwriter
- Jess Walter (* 1965), Journalist und Schriftsteller
- Paul d’Amour (* 1967), Bassist
- Myles Kennedy (* 1969), Sänger und Gitarrist
- Steve Emtman (* 1970), American-Football-Spieler
- Jason Hanson (* 1970), American-Football-Spieler
- Scott Levins (* 1970), Eishockeyspieler
- Trevor St. John (* 1971), Schauspieler
- Damon Smith (* 1972), Kontrabassist
- Rich Cullen (* 1975), Fußballspieler
- Jennifer Kerns (* 1976), Basketballspielerin und -trainerin
- Jan-Michael Gambill (* 1977), Tennisspieler
- O-Shen (* 1978), Musiker
- Anne McClain (* 1979), NASA-Astronautin
- Ty Carter (* 1980), Kriegsveteran
- Megan Albertus (* 1981), Schauspielerin und Reality-TV-Darstellerin
- Heidi Melton (* 1981), Opernsängerin
- Amy LePeilbet (* 1982), Fußballspielerin
- Jess Roskelley (1982–2019), Sportkletterer und Bergsteiger
- Megalyn Echikunwoke (* 1983), Schauspielerin
- Andra Day (* 1984), Soul- und R&B-Sängerin
- Jamie Redman (* 1986), Ruderin
- Derek Ryan (* 1986), Eishockeyspieler
- Raven Alexis (1987–2022), Pornodarstellerin
- Bryan Braman (1987–2025), American-Football-Spieler
- Ryan Lewis (* 1988), Musiker und Musikproduzent
- Matty Mullins (* 1989), Rockmusiker
- Michael Stockton (* 1989), Basketballspieler
- Will Gregorak (* 1990), Skirennläufer
- Justin Hoffmeister (* 1990), Schauspieler, Filmproduzent, Filmregisseur und Drehbuchautor
- Tyler Johnson (* 1990), Eishockeyspieler
- David Stockton (* 1991), Basketballspieler
- Marisa Howard (* 1992), Hindernisläuferin
- Sam Hylton (* 1992), Jazzmusiker
- Jordan Fry (* 1993), Schauspieler
- Sydney Sweeney (* 1997), Schauspielerin
- Kailer Yamamoto (* 1998), Eishockeyspieler
- Sophia Anne Caruso (* 2001), Musicaldarstellerin und Filmschauspielerin